# Emmanuèle Bernheim
Emmanuèle Bernheim (Párizs,
1955. november 30. – Párizs, 2017. május 10.) francia író, forgatókönyvíró.

## Művei

### Regényei
- Le Cran d'arrêt (1985)
- Un couple (1987)
- Sa femme (1993)
- Vendredi soir (1998)
- Stallone (2002)
- Tout s'est bien passé (2013)

### Forgatókönyvei
Amelyeket írt vagy amelyek írásában részt vett
- L'autre nuit (1988)
- Lucas (1993)
- Cycle Simenon (1995, egy epizód)
- Sans mentir (1996)
- Homok alatt (Sous le sable) (2000)
- Vendredi soir (2002)
- Swimming Pool (2003)
- 5x2 (2004)
- Les invisibles (2005)